# Sybistroma
Sybistroma is een vliegengeslacht uit de familie van de slankpootvliegen (Dolichopodidae).

## Soorten
- S. crinicauda (Zetterstedt, 1849)
- S. crinipes Staeger, 1842
- S. discipes (Germar, 1817)
- S. obscurellum (Fallen, 1823)
- S. sciophilum (Loew, 1869)
- S. sphenopterum (Loew, 1859)